# Polovinnoe
Polovinnoe (in russo Половинное?) è un villaggio della Russia situato nell'oblast' di Kurgan. È il centro amministrativo del rajon Polovinskij.
Si trova 92 km a sud di Kurgan e a 10 km dal confine con il Kazakistan.